# 1999 Broadway
1999 Broadway − wieżowiec w Denver, w stanie Kolorado, w Stanach Zjednoczonych, o wysokości 166 m.
Został zbudowany w stylu modernistycznym. Budowę zakończono w 1985 roku. Budynek posiada 43 kondygnacje. Mieszczą się w nim biura.